# Coupe Memorial 2006
Navigation
Édition précédente Édition suivante
La Coupe Memorial 2006 a eu lieu à Moncton, au Nouveau-Brunswick. La Coupe Memorial récompense au hockey sur glace la meilleure équipe de la saison de la Ligue canadienne de hockey.
Comme Moncton est l'hôte du tournoi, qu'elle a gagné la coupe du président contre Québec, la LHJMQ est alors représentée par Québec.

## Participants
- les Petes de Peterborough pour la Ligue de hockey de l'Ontario
- les Remparts de Québec pour la Ligue de hockey junior majeur du Québec
- les Giants de Vancouver pour la ligue de hockey de l'Ouest
- les Wildcats de Moncton en tant qu'équipe hôte

## Résultats

### Résultats des poules
Voici les résultats du tournoi à la ronde pour l'année 2006 :
| Date   | Équipe Visiteur                                       | Score | Équipe Receveur                  |
| ------ | ----------------------------------------------------- | ----- | -------------------------------- |
| 19 mai | Peterborough Downie, Tardif, Morrison                 | 3-2   | Québec Lacroix, Ryan             |
| 20 mai | Moncton Dupuis, Marchand, Karsums                     | 3-2   | Vancouver Repik, Bartley         |
| 21 mai | Québec Radoulov (x2), Melanson, Sersen, LaVallée (x2) | 6-3   | Vancouver Bartley, Brulé, Albers |
| 22 mai | Moncton Goulet (x2), Pineault, Marchand               | 4-2   | Peterborough Downie, Stewart     |
| 23 mai | Vancouver Parker, Brulé (x2)                          | 3-2   | Peterborough Tardif, Ryder       |
| 24 mai | Québec Melanson, Lacroix, Radoulov, Andricopoulos     | 4-3   | Moncton Samson, Gaudet, Dupuis   |

### Séries éliminatoires

#### Match de Bris d'égalité
Vancouver et Peterborough étant à égalité, les deux équipes ont joué un match pour savoir qui aller continuer le tournoi.
| Date   | Équipe Visiteur | Score | Équipe Receveur                          |
| ------ | --------------- | ----- | ---------------------------------------- |
| 25 mai | Peterborough    | 0-6   | Vancouver Franson (x3), Brulé (x2), Blum |

#### Demi-Finale
| Date   | Équipe Visiteur                   | Score | Équipe Receveur |
| ------ | --------------------------------- | ----- | --------------- |
| 26 mai | Moncton Yandle, Marquardt, Gaudet | 3-1   | Vancouver Brulé |

#### Finale
| Date   | Équipe Visiteur                                             | Score | Équipe Receveur     |
| ------ | ----------------------------------------------------------- | ----- | ------------------- |
| 28 mai | Québec Bergeron, Radoulov (x2) Esposito, Melanson, LaVallee | 6-2   | Moncton Yandle (x2) |

## Récompenses
- Trophée Stafford-Smythe (meilleur joueur) : Aleksandr Radoulov, Québec
- Trophée George-Parsons (meilleur esprit sportif) : Jérôme Samson, Moncton
- Trophée Hap-Emms (meilleur gardien) : Cédrick Desjardins, Québec
- Trophée Ed-Chynoweth (meilleur buteur) : Gilbert Brulé avec 6 buts, Vancouver

Meilleure équipe
- Gardien : Cédrick Desjardins, Québec
- Défenseurs : Paul Albers, Vancouver — Michal Sersen, Québec
- Attaquants : Aleksandr Radoulov, Québec — Gilbert Brulé, Vancouver — Adam Pineault, Moncton